# Рајски папири
Рајски папири (енгл. Paradise Papers) скуп је од 13,4 милиона повјерљивих електронских докумената који се односе на офшор улагања, а која су у јавност процурила 5. новембра 2017. године. Докумети потичу од офшор адвокатске куће Еплби, пружиоца корпоративних услуга Естера и Ејзијасити траста и пословних регистара у 19 пореских јурисдикција. Документа садрже више од 120.000 имена људи и предузећа. Међу онима чији се финансијски послови помињу су британска краљица Елизабета II, предсједник Колумбија Хуан Мануел Сантос и амерички секретар трговине Вилбур Рос. Према Бостон консултинг групу, укупан износ новца је око 10 трилиона долара.